# Chính trị thiên tả
Chính trị thiên tả, gọi tắt trung tả, là danh từ dùng để miêu tả hoặc biểu thị lập trường chính trị của chính đảng hoặc tổ chức, trong quang phổ chính trị, quan điểm của chính đảng hoặc tổ chức về chính trị thiên tả, là từ trung gian kéo dài đến bên tả, nhưng không bao gồm lập trường cực tả.
Chính trị thiên tả bao gồm chủ nghĩa tự do xã hội, chủ nghĩa dân chủ xã hội, chủ nghĩa xã hội dân chủ, chủ nghĩa tiến bộ, còn có một bộ phận chính trị xanh (đặc biệt là chủ nghĩa xã hội sinh thái). Những người ủng hộ chính trị thiên tả, chấp nhận điều phối tài nguyên thị trường đặt dưới nền kinh tế hỗn hợp có khu vực công hoạt động hữu hiệu và khu vực tư phát triển mạnh mẽ. Chính sách của họ có thiên hướng thực hành sự can thiệp kinh tế có giới hạn để giành được lợi ích công cộng. Họ cũng thích thiên về chính sách chủ nghĩa bảo vệ môi trường ôn hoà, hơn nữa thường hay ủng hộ tự do cá nhân trong các vấn đề đạo đức.
Bắt nguồn từ chủ nghĩa tự do ở Hoa Kỳ và châu Âu, chính trị thiên tả nhánh tự do được gọi là chủ nghĩa tự do xã hội. Theo nghĩa này, các học giả có xu hướng khái quát hoá các nhóm thuộc cánh tả trước đây, từ đảng Dân chủ Ý đến Công đảng Anh Quốc. Chủ nghĩa cộng sản được coi là cánh tả, mà không phải là chính trị thiên tả.
Tổng quan mà nói, chính trị thiên tả là một lực lượng tích cực khẳng định sự phân phối lại của cải, phúc lợi và an sinh xã hội trong cộng đồng quốc tế. Tuy nhiên, phe cánh hữu, phe cực hữu, chủ nghĩa bảo thủ xanh và chủ nghĩa tự do trật tự cũng tuyên truyền an sinh xã hội và cải chính bất bình đẳng. Những người theo chủ nghĩa tự do kiểu Mĩ tích cực ủng hộ nhân quyền và công bằng xã hội cho các nhóm thiểu số trong xã hội thuộc về chính trị thiên tả.
Quốc tế xã hội chủ nghĩa có tổng bộ đặt tại Luân Đôn, là một tổ chức quốc tế của chính đảng chủ nghĩa dân chủ xã hội. Bởi vì có chính đảng của nước phi dân chủ làm thành viên quốc tế xã hội chủ nghĩa, nên tổ chức quốc tế của chính trị thiên tả bị chia rẽ, thành lập một tổ chức khác tên là Liên minh Tiến bộ (PA) có tổng bộ đặt tại Berlin.

## Chính đảng và tổ chức chính trị thiên tả

### Châu Á
| Tên nước   | Chính đảng                        |
| ---------- | --------------------------------- |
| Israel     | Công đảng Israel                  |
| Israel     | Đảng Meretz                       |
| Ấn Độ      | Đảng Đại hội Quốc dân Ấn Độ       |
| Ấn Độ      | Đảng Hội nghị Quốc dân            |
| Ấn Độ      | Đảng Xã hội Đại chúng             |
| Ấn Độ      | Đảng Samajwadi                    |
| Sri Lanka  | Đảng Tự do Sri Lanka              |
| Hàn Quốc   | Đảng Chính nghĩa                  |
| Hàn Quốc   | Đảng Dân chủ Cộng đồng            |
| Hàn Quốc   | Đảng Lao động Hàn Quốc            |
| Đài Loan   | Đảng Dân chủ Tiến bộ              |
| Đài Loan   | Đảng Lực lượng Thời đại           |
| Đài Loan   | Đảng Dân chủ Xã hội Đài Loan      |
| Thổ Nhĩ Kỳ | Đảng Cánh tả Dân chủ              |
| Thổ Nhĩ Kỳ | Đảng Nhân dân Cộng hoà            |
| Nhật Bản   | Đảng Dân chủ Lập hiến             |
| Nhật Bản   | Đảng Dân chủ Quốc dân             |
| Nepal      | Đảng Đại hội Nepal                |
| Pakistan   | Đảng Nhân dân Pakistan            |
| Palestine  | Fatah                             |
| Liban      | Đảng Xã hội Tiến bộ               |
| Hồng Kông  | Công đảng Hồng Kông               |
| Hồng Kông  | Mặt trận Dân chủ Xã hội           |
| Hồng Kông  | Đồng minh Tân Dân chủ             |
| Hồng Kông  | Hội liên hiệp Công đoàn Hồng Kông |
| Malaysia   | Đảng Hành động Dân chủ            |
| Myanmar    | Liên minh Dân chủ Toàn quốc       |
| Mông Cổ    | Đảng Nhân dân Mông Cổ             |

### Châu Mĩ
| Tên nước   | Chính đảng                    |
| ---------- | ----------------------------- |
| Hoa Kỳ     | Đảng Dân chủ                  |
| Uruguay    | Đảng Colorado                 |
| Canada     | Đảng Tự do Canada             |
| Canada     | Đảng Tân Dân chủ              |
| Canada     | Đảng Xanh Canada              |
| Argentina  | Liên minh Công dân Cấp tiến   |
| Argentina  | Đảng Xã hội Argentina         |
| Costa Rica | Đảng Giải phóng Dân tộc       |
| Brasil     | Công đảng Dân chủ             |
| Brasil     | Đảng Xã hội Brazil            |
| Chile      | Đảng Xã hội Chile             |
| Chile      | Đảng Đấu tranh vì Dân chủ     |
| Chile      | Đảng Dân chủ Xã hội Cấp tiến  |
| México     | Phong trào Phục hưng Quốc gia |
| México     | Đảng Cách mạng Dân chủ        |

### Châu Âu
| Tên nước     | Chính đảng                                   |
| ------------ | -------------------------------------------- |
| Iceland      | Liên minh - Đảng Dân chủ Xã hội Iceland      |
| Ireland      | Công đảng Ireland                            |
| Ireland      | Đảng Xanh                                    |
| Anh Quốc     | Công đảng Anh Quốc                           |
| Anh Quốc     | Đảng Dân chủ Tự do                           |
| Anh Quốc     | Đảng Xanh England và Wales                   |
| Ý            | Đảng Dân chủ Ý                               |
| Ý            | Đảng Union                                   |
| Estonia      | Đàng Trung gian Estonia                      |
| Áo           | Đảng Dân chủ Xã hội Áo                       |
| Hà Lan       | Công đảng Hà Lan                             |
| Hà Lan       | Dân chủ 66                                   |
| Hy Lạp       | Phòng trào Xã hội chủ nghĩa Toàn Hi Lạp      |
| Hy Lạp       | Liên minh Cánh tả Cấp tiến                   |
| Croatia      | Đảng Dân chủ Xã hội Croatia                  |
| Croatia      | Đảng Nhân dân Croatia - Đảng Dân chủ Tự do   |
| Thụy Sĩ      | Đảng Dân chủ Xã hội Thuỵ Sĩ                  |
| Thụy Điển    | Đảng công nhân Dân chủ Xã hội Thuỵ Điển      |
| Thụy Điển    | Đảng Môi trường xanh Thuỵ Điển               |
| Tây Ban Nha  | Đảng Công nhân Xã hội Tây Ban Nha            |
| Slovakia     | Phương hướng - Đảng Dân chủ Xã hội           |
| Serbia       | Đảng Dân chủ Serbia                          |
| Cộng hòa Séc | Đảng Dân chủ Xã hội Séc                      |
| Đan Mạch     | Đảng Dân chủ Xã hội Đan Mạch                 |
| Đan Mạch     | Đảng Tự do Xã hội Đan Mạch                   |
| Đức          | Đảng Dân chủ Xã hội Đức                      |
| Đức          | Liên minh 90/Đảng Xanh                       |
| Na Uy        | Công đảng Na Uy                              |
| Na Uy        | Đảng Xanh Na Uy                              |
| Hungary      | Đảng Xã hội Hungary                          |
| Hungary      | Liên minh Dân chủ Tự do                      |
| Hungary      | Liên minh Dân chủ                            |
| Phần Lan     | Đảng Dân chủ Xã hội Phần Lan                 |
| Phần Lan     | Liên minh Xanh                               |
| Pháp         | Đảng Xã hội                                  |
| Pháp         | Phòng trào Cấp tiến                          |
| Pháp         | Sinh thái châu Âu - Đảng Xanh                |
| Ba Lan       | Liên minh Cánh tả Dân chủ                    |
| Ba Lan       | Đảng Dân chủ Xã hội Ba Lan                   |
| Ba Lan       | Đảng Dân chủ - demokraci.pl                  |
| Bồ Đào Nha   | Đảng Xã hội                                  |
| Litva        | Đảng Dân chủ Xã hội Litva                    |
| Litva        | Đảng Lao động Litva                          |
| Litva        | Tân Liên minh (đảng Tự do Xã hội)            |
| România      | Đảng Dân chủ Xã hội Romania                  |
| Nga          | Nga Công chính - Người yêu nước - Vì chân lí |

### Châu Đại Dương
| Tên nước    | Tên đảng              |
| ----------- | --------------------- |
| Úc          | Công đảng Úc          |
| Úc          | Đảng Xanh Úc          |
| New Zealand | Công đảng New Zealand |

### Châu Phi
| Tên nước | Tên đảng                              |
| -------- | ------------------------------------- |
| Ai Cập   | Đảng Dân chủ Xã hội Ai Cập            |
| Tunisia  | Diễn đàn Dân chủ vì Lao động và Tự do |
| Tunisia  | Đại hội Bảo vệ Cộng hoà               |
| Nam Phi  | Đại hội Quốc dân người châu Phi       |
| Nam Phi  | Đại hội Quốc dân                      |